# Площадь имени 800-летия Москвы (Душанбе)
Площадь имени 800-летия Москвы тадж. Майдони ба номи 800 солагии Москва с Театром оперы и балета им. С. Айни — расположена в центре города Душанбе на главном проспекте Рудаки на оси проспекта академиков Раджабовых, выходящего к площади.

## Характеристика
Площадь окружена индийской сиренью. Архитектурной доминантой площади выступает фонтан, ставший любимым местом отдыха студентов, артистической богемы и жителей города. На возвышенности с восточной стороны площади в отдалении от окружающей застройки и главного проспекта находится здание Академического театра оперы и балета имени С. Айни. Театр занимает главенствующее положение на площади, является её композиционным центром. Классический прием постановки крупного фонтана на оси здания в обрамлении невысоких кустарников и зеленых газонов с цветами и скульптурами, своеобразный зелёный фон сквера слева (где расположен ресторан «Москва» с двумя летними площадками имеющие высоко струйные цветовые фонтаны и уютные аллеи для отдыха горожан) и справа от театра плавно огибающие здание с северо-восточной и восточной сторон, способствовали цельному завершению ансамбля всей площади. В южной стороне площади расположена гостиница «Вахш» (сейчас административное здание), построенная в 1941 году и названая гостиница «Сталинабад» (авторы: архитектор А. Антоненко и инженер Д. Грекова) представляет собой трехэтажное здание вдоль южной стороны площади.

## История
Проект площади был подготовлен в 1939 году (авторы проекта: архитекторы Н. Билибин, В. Голли, А. А. Юнгер, художник С. Захаров) а строительство осуществлено в 1939—1946 гг. Вначале по проекту площадь носила название «Театральная». В 1947 году решением городского исполкома в честь празднования 800-летия города Москвы, была переименована в площадь им. 800-летия Москвы. В 2011 году был благоустроен сквер расположенный слева от здания театра, где был застроен ресторан «Москва» с двумя летними площадками имеющие высоко струйные цветовые фонтаны и уютные аллеи для отдыха горожан. В 2013 году произведена капитальная реконструкция главного фонтана, который превратился в цветомузыкальный играющий радугами цветов высоко струйный фонтан.